# Zed Lake Provincial Park
Zed Lake Provincial Park är en park i Kanada.   Den ligger i provinsen Manitoba, i den centrala delen av landet, 2 200 km nordväst om huvudstaden Ottawa. Zed Lake Provincial Park ligger 373 meter över havet. Den ligger vid sjöarna  Wye Lake och Zed Lake.
Terrängen runt Zed Lake Provincial Park är platt. Trakten runt Zed Lake Provincial Park är nära nog obefolkad, med mindre än två invånare per kvadratkilometer.. Närmaste större samhälle är Lynn Lake, 13,5 km sydost om Zed Lake Provincial Park. 
I omgivningarna runt Zed Lake Provincial Park växer i huvudsak barrskog.